# Matthew Noszka
 (décembre 2018).
Matthew Noszka (né le 27 octobre 1992 à Pittsburgh, en Pennsylvanie) est un acteur et mannequin américain, découvert sur Instagram et actuellement[Quand ?] représenté par l'agence Women / 360.

## Biographie

### Enfance et adolescence
Matthew Noszka naît à Pittsburgh, en Pennsylvanie et déménage à New York. Alors qu'il avait 11 ans, un cancer du sein est diagnostiqué à sa mère.
Il a des origines polonaises (Noszka est un nom polonais), irlandaises, suédoises et espagnoles[réf. nécessaire].
Il fréquente la Chartiers Valley High School ainsi que la Point Park University (en) de Pittsburgh où il obtient une bourse d'études grâce au basket-ball et poursuit des études en commerce.
Une fois que son année junior prend fin, Matthew Noszka occupe divers emplois, notamment dans la construction, pendant la période estivale.
C'est après avoir construit avec succès une plate-forme aux côtés d'un ami de la famille, Mike, qu'il publie une photo sur Instagram. À la suite de cette publication, il est contacté par un représentant de l'agence Wilhelmina Models basée à New York. Le représentant, nommé Luke Simone, demande à Matthew Noszka de lui envoyer d'autres photos. Après quelques jours, il est engagé comme mannequin pour la marque Nike.

### Mannequinat
Matthew Noszka est actuellement[Quand ?] en contrat avec l'agence de mannequinat Women / 360 à New York et avec Elite à Milan et Paris. Il a posé comme modèle auprès de Nike, Calvin Klein, Hugo Boss, Tom Ford, Ralph Lauren, Versace, Moncler, Benetton, Levi's et d'autres marques célèbres.
Il défile, en 2015, pour H&M.

### Vie privée
Matthew est un passionné de basket-ball. Son grand-père, Stan Noszka (en), est un ancien joueur de basket-ball des Boston Celtics.
Depuis août 2017, il partage sa vie avec la youtubeuse et actrice canadienne d’origine assyrienne, Inanna Sarkis. En mai 2020, ils annoncent attendre leur premier enfant.
Le 20 septembre, ils ont annoncé la naissance de leur fille, Nova, née le 12 septembre 2020 à Los Angeles.

## Filmographie

### Cinéma
- 2019 : Flocons d'amour : JP [7]
- 2023 : Perfect Addiction  de Castille Landon (en) : Jax Deneris
- Le Challenge (2023), de Gene Stupnitsky

### Télévision
- 2015 : The Ellen DeGeneres Show : Lui-même (saison 12, épisode 119)
- 2017 : Tales : Brody (épisode F*ck the Police)
- 2018-2019 : Star : Jackson Ellis (22 épisodes)
- 2025: All's Fair : Chase Munroe (récurrent)